# Shaw and Crompton
Koordinaten: 53° 35′ N, 2° 6′ W
Shaw and Crompton ist eine Stadt mit 21.721 Einwohnern (Volkszählung 2001) im Borough Oldham in Greater Manchester, England. Sie liegt 16 km nordöstlich von Manchester und 3,2 km nördlich von Oldham.
In Shaw and Crompton gab es während der industriellen Revolution viele Baumwollspinnereien.